# Меморіальний центр Голокосту «Бабин Яр»
Благодійний фонд «Меморіальний центр Голокосту «Бабин Яр» — неурядова благодійна організація, що декларує своєю метою збереження і вивчення історії Голокосту. Фондом розроблений проєкт однойменного меморіального музею у Бабиному Яру[див. «Проєкт меморіалу»] проти створення якого виступає значна кількість українських громадських та політичних діячів. Центр неодноразово критикувався через його зв'язки з вищими фінансовими та політичними колами Росії.

## Засновники
19 березня 2017 року було засновано Наглядову раду фонду й її членами стали політичні та громадські діячі з України, Ізраїлю, США, Польщі, Німеччини тощо. Неодноразово відзначався зв'язкок деяких членів ради з російськими політичними колами.

Керівництво центру публічно неодноразово висловлювало готовність включити до його Наглядової ради представників вищої української влади. 23 червня 2021 року Павло Фукс оголосив про призупинення своїх повноважень та про вихід із Наглядової Ради, а після початку повномасштабного вторгнення з Наглядової ради «Бабиного Яру» вийшли Михайло Фрідман та Герман Хан.
За підсумком відеоконференції між керівництвом проєкту та президентом України Володимиром Зеленським також було погоджено, що робочу групу зі створення приватного Меморіалу Голокосту «Бабин Яр» очолить голова ОПУ Андрій Єрмак.

## Діяльність
У співпраці з Державною архівною службою та місцевими архівами Фонд веде роботу з оцифрування архівних документів та створення онлайн-архіву що вже налічує понад 3,5 мільйони документів. У серпні 2023 року документальну спадщину «Бабин Яр» було включено до реєстру програми «Пам'ять світу» ЮНЕСКО.
У 2020 році було засновано проєкт «Імена» для створення максимально точного та повного переліку даних жертв Бабиного Яру. Було систематизовано  опубліковані раніше дані та внесено нововиявлену інформацію та створено перелік з понад 28 тисяч імен, що становить приблизно третину від загальної кількості жертв. Триває подальша робота з пошуку невідомих імен та додаткових відомостей про загиблих.
Від початку російського вторгнення спільно з асоціацією «Яхад — Ін унум» чолі з Патріком Дебуа Центр долучився до збору свідчень та доказів воєнних злочиннів РФ в Україні.
У серпні 2022 року Центр відкрив сайт-мартиролог жертв російсько-української війни з 2014 року під назвою «Закриті очі».
За участі фонду організовано низку виставок присвячених історії євреїв в Україні, зокрема «Зниклий світ» (2023)«Документи та долі» (2024).
Фонд співпрацює зі світовими музеями та інституціями, зокрема з ізраїльським «Яд ва-шем» та немецьким Бундесархівом. Наукову раду центру очолює Патрік Дебуа, засновник та президент французької організації «Яхад — Ін Унум», римо-католицький священник. Серед її членів — українські та міжнародні дослідники Голокосту: Аґнєшка Матусяк, Олександр Круглов, Андрій Руккас, Арунас Бубніс, Вікторія Хітерер, Владислав Гриневич, Діана Думітру, Кай Штруве, Андреа Пето, Норман Наймарк.

## Споруджені об'єкти
Меморіальним центром було відкрито низку артоб'єктів присвячених історії Києва та трагедії Голокосту.

### Символічна синагога
14 травня 2020 року відкрито символічну синагогу «Місце для роздумів».
Створена за проєктом німецького архітектора Мануеля Герца.
Символічна синагога - це 11-метрова конструкція у вигляді книги, яка відкривається та закривається за допомогою спеціальних механізмів.
Вона виготовлена зі сторічної дубової деревини, яку збирали зі старих закинутих споруд по всій Україні.
«Місце для роздумів» відвідували, зокрема, Борис Джонсон, Майк Помпео та ін.

### Дзеркальне поле
- 29 вересня 2020 року було відкрито інсталяцію «Дзеркальне поле» — сорокаметровий дзеркальний диск із високими дзеркальними металевими колонами. Їх прострелено сотнею тисяч куль того ж калібру, від яких загинули люди на цьому місці, з отворів щогодини лунає звук, зокрема, голоси перелічують імена жертв Бабиного Яру. Поряд розміщені монітори на яких можна побачити та почути історії праведників, що рятували євреїв, свідків трагічних подій та інформацію про загиблих[19].

### Інсталяція «Погляд у минуле»
- 27 січня 2021 року відбулася церемонія відкриття інсталяції «Погляд у минуле». Робота української художниці та архітекторки Анни Камишан присвячена Міжнародному дню пам’яті жертв Голокосту та розміщена на проспекті Перемоги являє собою два кам'яних валуни природної обробки з поваленим деревом між ними.Поруч розміщені фотографії німецького військового фотографа Йоганнеса Геле, який восени 1941 року зробив серію кольорових знімків в окупованому Києві. Серед них найвідоміші фото Бабиного Яру, зроблені одразу після масового розстрілу понад 33 тисяч євреїв 29-30 вересня 1941 року[20].
- У березні 2021 року відкрито інсталяцію «Погляд у минуле», присвячену 60-й річниці Куренівської трагедії. Монумент у вигляді збільшеної вдесятеро цеглини встановлено на місці прориву дамби 3 березня 1961 року[21].

### Кристалічна стіна плачу
- 6 жовтня 2021 року був представлений ще один об'єкт — «Кристалічна стіна плачу» авторства художниці-концептуалістки Марини Абрамович[22].

## Проєкт меморіалу в Бабиному Яру та критика
Про створення меморіалу було оголошено у вересні 2016 році у Києві; на церемонії були присутні міський голова Києва Віталій Кличко та  Президент України Петро Порошенко. Петро Порошенко не виступав за приватний меморіал «Бабин Яр», натомість на всіх нарадах за участі керівництва Адміністрації президента акцентувалося на тому, що президент обстоює державну концепцію національного Меморіального центру «Бабин Яр», яку мають розробляти українські науковці.
16 березня 2018, Міністерство культури, Міністерство освіти і науки, Київська міська державна адміністрація, Національний історико-меморіальний заповідник «Бабин Яр» та Фонд підписали Меморандум про співпрацю у створенні Меморіального центру Голокосту «Бабин Яр». У грудні 2018 року Фонд за підтримки Київської міської державної адміністрації оголосив про проведення конкурсу з розробки проєкту майбутнього меморіального центру. У вересні 2019 року журі обрало найкращий проєкт, автором якого виступила команда австрійського архітектурного бюро Querkraft Architekten з австрійським ландшафтним архітектором «Kieran Fraser Landscape Design».
29 липня 2020 року Президент України Володимир Зеленський провів відеоконференцію з членами наглядової ради фонду «Меморіал Голокосту „Бабин Яр“», під час якої висловив підтримку необхідності будівництва приватного Меморіального центру пам'яті жертв Голокосту в Бабиному Яру коштом бізнесменів Віктора Пінчука, Рональда Лаудера, Джо Лібермана, Йошка Фішера, Володимира Кличка, Міхаіла Фрідмана, Павла Фукса та Германа Хана.
Окремо від Фонду, українські історики та громадські діячі створили у 2017 році, на базі Інституту історії України НАН, проєкт Національного меморіального центру «Бабин Яр» який було розроблено впродовж двох років та представлено українській громадськості у лютому 2019 року.

### Критика
Радянський єврейський дисидент Йосиф Зісельс, назвав цей проєкт «троянським конем» російського президента Володимира Путіна, з допомогою якого він збирається нав'язувати світові російські антиукраїнські наративи.